# Diablo (серия игр)
Diablo — серия компьютерных игр в жанре Action/RPG, выпускаемая компанией Blizzard Entertainment. Серия состоит из четырёх основных игр: Diablo (1996), Diablo II (2000), Diablo III (2012) и Diablo IV (2023). Каждая из номерных частей имеет дополнения (кроме последней, для которой они ещё только запланированы), добавляющие в игру дополнительные уровни и возможности. Diablo является одной из самых успешных серий, выпускаемых Blizzard Entertainment и индустрией компьютерных игр в целом: на 2008 год совокупные продажи первых двух игр серии достигли 18,5 миллионов копий по всему миру, и продажи Diablo III к августу 2014 года превысили 20 миллионов копий. Выпускались также книги и комиксы, раскрывающие дополнительную информацию о мире игры.
Действие игр серии происходит в мире Санктуарий, выполненном в стилистике тёмного фэнтези. В играх герои посещают различные регионы вымышленного мира, напоминающие средневековую Европу, арабский Восток или Мезоамерику, а также населённый демонами Пылающий Ад и обороняемые ангелами Небеса. Санктуарий подвергается нашествиям всевозможных демонов и чудовищ под началом демона Диабло, главного антагониста серии; перед героем, управляемым игроком, ставится задача победить Диабло и спасти мир, в чём ему могут помогать ангелы, такие, как архангел правосудия Тираэль.

## Игры серии
| 1996 | Diablo                              |
| 1997 | Diablo: Hellfire                    |
| 1998 |                                     |
| 1999 |                                     |
| 2000 | Diablo II                           |
| 2001 | Diablo II: Lord of Destruction      |
| 2002 |                                     |
| 2003 |                                     |
| 2004 |                                     |
| 2005 |                                     |
| 2006 |                                     |
| 2007 |                                     |
| 2008 |                                     |
| 2009 |                                     |
| 2010 |                                     |
| 2011 |                                     |
| 2012 | Diablo III                          |
| 2013 |                                     |
| 2014 | Diablo III: Reaper of Souls         |
| 2015 |                                     |
| 2016 |                                     |
| 2017 | Diablo III: Rise of the Necromancer |
| 2018 |                                     |
| 2019 |                                     |
| 2020 |                                     |
| 2021 | Diablo II: Resurrected              |
| 2022 | Diablo Immortal                     |
| 2023 | Diablo IV                           |

### Diablo
Действие первой из игр серии, оригинальной Diablo, вышедшей 31 декабря 1996 года, разворачивается в городе Тристрам, столице королевства Хандарас. Фактически, сражения происходят под самим городом, в лабиринте подземелий, катакомб и пещер, ведущем в глубины Ада.
Сюжет игры фокусируется вокруг выбранного игрового персонажа, который выполняет серию квестов, чтобы освободить Тристрам от пришедшего из Ада зла, спускаясь через двенадцать уровней подземелий в Ад (последние четыре уровня), где игрок сражается с титульным персонажем, Диабло, Владыкой Ужаса — одним из семи воплощений зла, что некогда правили Пылающим Адом.
Первая часть Diablo предлагает на выбор три класса персонажей, дополнение Hellfire добавляет к ним ещё три. Игроки могут играть воином, разбойницей (лучницей) и магом. Каждый класс имеет своё место в истории игры, и все три класса выступают в продолжении как неигровые персонажи. Классы персонажей очень схожи друг с другом — имея отличительный облик и закадровый голос, каждый герой имеет одни и те же заклинания, навыки, пусть и различной величины, и сопротивляемости, но всего один персональный навык — заклинание, не расходующее ману и доступное с самого начала игры.

#### Hellfire
Diablo: Hellfire — дополнение для Diablo, выпущенное в 1997 году сторонней фирмой Sierra Entertainment. Начатая Blizzard разработка Hellfire была передана компании Sierra для завершения. Хотя некоторые из введённых в дополнение решений, такие как классы варвар и монах, схожи с таковыми в более поздними играх серии, Hellfire не считается каноном для Вселенной Diablo.
В дополнении был добавлен только один класс — монах, однако в игровых файлах также присутствовали скрытые классы барда и варвара, являющиеся немного изменёнными копиями разбойницы и воина, соответственно.

### Diablo II
В финале первой игры смертный герой уничтожает телесную оболочку Диабло, и вонзает его Камень Души себе в лоб, рассчитывая таким образом удержать одно из Великих Воплощений Зла в своём теле. Однако же, как выясняется в начале Diablo II, Владыка Ужаса взял под контроль тело воина и начал процесс освобождения своих братьев — Мефисто, Владыки Ненависти и Баала, Владыки Разрушения. Игроку предлагается выбрать одного из пяти различных персонажей (семи, учитывая дополнение), и отправиться в погоню за Тёмным Странником, исследуя в поисках мир Санктуарий на протяжении четырёх актов. В конце каждого из четырёх актов, игрок сталкивается с различными архидемонами, вступая в конце игры в схватку с самим Диабло, Владыкой Ужаса.
Diablo II, вышедшая в 2000 году, имела ошеломительный успех. Игра даже удостоилась записи в Книге рекордов Гиннесса (в редакции «2000 edition») как самая быстро распродаваемая игра из когда-либо продававшихся с результатом более чем в 1 млн проданных экземпляров после первых двух недель продаж, к январю 2001 года по всему миру было продано 2,75 млн копий. Были также и отрицательные отзывы о игре, связанные с тем, что многими введение пустынных локаций виделось как отход от готической эстетики предшественника.
Классы персонажей были проработаны гораздо лучше, чем в предшествующей игре. В отличие от предшественника, Diablo II озвучивает причины для каждого класса персонажа сражаться с силами Преисподней:
- Оракулы амазонок предсказали, что последняя битва с Первичным Злом откроет новую эру, когда смертные возьмут принадлежащее им по праву законное место в общей вселенной, прекратив быть просто игрушками для существ из Внешних Миров.
- Варвары также ожидают «финальной битвы», в которой они были бы ключевыми игроками в решении судьбы мира.
- Некроманты определили, что Зло стало слишком мощным и, таким образом, вступают в союз с силами Света, чтобы восстановить равновесие в мире.
- Паладины, преисполненные чувством вины и раскаяния за свои действия в период закарумской инквизиции, стремятся воздать должное Мефисто, истинному зачинателю кровавого крестового похода.
- Волшебницы воспринимают эту войну как главное испытание своего могущества.

В отличие от первой игры, каждый персонаж имеет три различных набора навыков/заклинаний, которые они могут использовать в игре. Некоторые из персонажей могут также призвать в битву магических миньонов, такие как Валькирия (Амазонка) или скелеты и големы (Некромант). Все игроки также имеют возможность нанять разведчицу (Акт I), воина (Акт II), или Железного Волка (маг ближнего боя, Акт III), для сопровождения героя их и помощи в убийстве монстров. Эти «наёмники» имеют несколько своих собственных навыков и могут быть весьма полезны для игрока.

#### Lord of Destruction
29 июня 2001 года Blizzard выпустили официальное дополнение к игре Diablo II: Lord of Destruction, события которого разворачиваются сразу после истории оригинальной Diablo II. По сюжету игры, герой должен остановить нашествие демонов на земли варваров, уничтожить физическое воплощение брата Диабло, Баала, и остановить осквернение Камня Мироздания. Расширение включает в себя новый Акт, новые предметы, а также два новых класса персонажей:
- Друиды, ведущие своё происхождение от варваров, вышли из укрытий, так как настало время последней битвы между людьми и демонами Преисподней.
- Ассасины, занимающиеся истреблением совращённых демонической силой магов, теперь, узнав, что Ужас и Разрушение (Диабло и Баал), свободны от заточения и свободно действуют в мире смертных, обратили свой гнев против самого Ада.

Теперь варвары могут быть наняты в качестве наёмников, в новом Акте. Также все наёмники отныне могут быть воскрешены и оснащены бронёй и оружием.

### Diablo III
Diablo III, третья игра серии, была анонсирована на выставке Blizzard Entertainment Worldwide Invitational в Париже 28 июня 2008 года, и в 2012 году поступила в продажу. История Diablo III происходит спустя 20 лет после событий второй игры.
В игру введены семь классов персонажей:
- Перешедший из прошлой части класс варвар. Варвар использует различные улучшенные навыки, основанных на их невероятной физической силе. Он способен промчаться вихрем через толпу, разрубать полчища врагов, перепрыгивать через утёсы и сокрушить противника при приземлении.
- Колдун, новый персонаж, напоминающий некроманта из «Diablo II», но с навыками, завязанными с вуду-культурой. Знахарь обладает способностью поднимать монстров, насылать проклятья, вытягивать души и швырять яды и бомбы во врагов.
- Чародей — новый класс, напоминающий волшебницу из предыдущей части игры и колдун из «Diablo», хотя и оперирующий иными силами нежели просто Стихии. Способности чародея варьируются от стрельбы молниями, огнём и льдом во врага до замедления времени и телепортирования через противников и сквозь стены.
- Монах представляет собой бойца ближнего боя, использующего боевые искусства для того чтобы калечить врагов, отражать урон, отклонять удары, молниеносно атаковать и наносить взрывные удары.
- Охотник на демонов — новый класс дальнобойного стрелка. Охотник, введённый последним, специализируется на дальних атаках, установке ловушек для врагов и навыках уклонения.
- Крестоносец — непреклонные защитники веры и порядка, облачённые в непробиваемые латы и использующие огромные щиты, чтобы прорваться сквозь гущу врагов, оставляя после себя лишь опалённые тела демонов. Доступен только при покупки дополнения «Reaper of Souls»
- Некромант — бескомпромиссные повелители жизни и смерти. Эти тёмные заклинатели могут насылать на врагов смертоносные проклятия и натравливать на них возвращённые к жизни скелеты их же бывших союзников. Некроманты сражаются на расстоянии: армия скелетов, которой они повелевают, способна захлестнуть противника разрушительной волной, прежде чем тот успеет нанести хоть один удар, а страшные проклятия могут сделать беспомощными даже самых стойких демонов. Данный класс приобретается на сайте Blizzard , или в сервисе Blizzard Battle.net, отдельно от дополнения «Reaper of Souls».

Боевая система была значительно переделана. Вместо прежней системы выбора навыков, используемой в Diablo II, была введена полоса действий (action bar) в нижней части экрана, заменившая область с ремёнными микстурами. Впервые в серии, игроки могут выбирать пол своих персонажей при создании. Пол персонажей затрагивает только визуальные эффекты и голос.

#### Reaper of Souls
Diablo III: Reaper of Souls — официальное дополнение для Diablo III
В этом дополнении продолжается история после концовки основного сюжета. Появляются новые демоны, боссы, которым выдвинут главным антагонистом — Малтаэль, один из пяти архангелов Небес. Малтаэль является архангелом Мудрости, но здесь он встречается нами, как Ангел Смерти. После победы над Диабло, Тираэль решил спрятать Чёрный камень Души вдали, как от ангелов, так и от демонов. Малтаэль выжидал момента, что бы выкрасть его, для своих корыстных (может и мудрых) целей.
Все действия в пятом акте будут перенесены на новую основную локацию — Вестмарш (англ. Westmarsh).

#### Rise of the Necromancer
Diablo III: Rise of the Necromancer — мини-дополнение для Diablo III, выпущенное 27 июня 2017 года. Его нововведения ограничивается добавлением в игру нового класса — некроманта, а также специального оружия и доспехов для него.

### Diablo II: Resurrected
Обновленная часть Diablo II под современные стандарты. Среди изменений — улучшенная графика, текстуры, визуальная часть. Также изменениям частично подвергался и геймплей.

### Diablo Immortal
Diablo Immortal — компьютерная игра в стиле Diablo, вышла летом 2022 года для мобильных телефонах и ПК. Сюжетно Immortal связует Diablo II и Diablo III, а стилистику и атмосферу берёт из последней.

### Diablo IV
Четвёртая часть игры — Diablo IV — была анонсирована 1 ноября 2019 года в рамках BlizzCon 2019 и вышла 6 июня 2023 года.

## Мир и сюжет
События серии Diablo происходят в сложно устроенной фэнтезийной вымышленной вселенной с религиозными мотивами; это мир с чёрно-белой моралью, где непогрешимое добро находится в вечном конфликте с абсолютным злом. В начале существовало лишь первоначальное божество Ану, «идеальный алмаз», «сумма всех вещей», содержащее в себе и добро, и зло. Ану изучил себя и изверг из себя всё злое и дисгармоничное; таким образом возник противник Ану — семиглавый дракон Татамет, Первородное Зло. Космогоническая битва этих двух божеств, закончившееся их гибелью, привела к «Большому взрыву» и созданию вселенной. Око Ану, оно же Камень Мироздания, находится в центре мироздания; хребет Ану образовал Хрустальную арку, на которой покоятся населённые ангелами Небеса. Останки Татамета превратились в Пылающий Ад — место обитания демонов и средоточие зла. Небесами правит Ангирский совет; в него, в частности, входили архангелы Империй (воплощение доблести), Тираэль (воплощение справедливости) и Малтаэль (воплощение мудрости). Из семи голов Татамета родились семь великих демонов, в том числе три Великих воплощения зла — Мефисто (владыка ненависти), Диабло (владыка ужаса) и Баал (владыка разрушения).
Архангел Инарий и дочь Мефисто, демоница Лилит, устали от «Вечной Войны» ангелов и демонов: они стали союзниками и любовниками и создали вокруг Ока Ану тайный мир-убежище — Санктуарий. Дети от браков ангелов и демонов — нефалемы — оказались настолько могучими, что их существование привело к распрям среди создателей; в конечном счёте Лилит убила других мятежных ангелов и демонов, чтобы не допустить истребления нефалемов, а Инарий изгнал её в пустоту за пределами известного мира. Потомки нефалемов — смертные люди, которых Инарий с помощью Камня Мироздания сделал более слабыми, чем их предки-нефалемы — расселились по Санктуарию, создав свои государства; люди наделены свободой воли и могут склониться как к добру, так и ко злу. Ангелы Небес и демоны Ада, проникнув в Санктуарий, пытаются склонить людей каждый на свою сторону.
В Санктуарии развернулась религиозная «Война Греха» между двумя церквями, Триединством — в действительности культом демонов, поклонявшимся Диабло, Мефисто и Баалу — и Собором Света, созданным Инарием. Лилит пробудила в простом крестьянине Ульдиссиане силы древних нефалемов — с помощью Камня мира он смог победить как Триединство, так и Инария и остановить войну, доказав архангелу Тираэлю, что человечество заслуживает шанса на существование. Ульдиссиан пожертвовал собой и лишил сил своих последователей-эйдаремов.
После Войны Греха Небеса и Ад договорились не вмешиваться в дела смертных; в рамках договора создатель Санктуария Инарий был отдан Мефисто и ввергнут в Пылающий Ад. Только клан Визджерей продолжал тайно практиковать призыв демонов, что привело к Клановым войнам магов. В Пылающем Аду четверо Младших воплощений зла — Белиал (владыка обмана), Дюриэль (владыка боли), Андариэль (дева мучений) и Азмодан (владыка греха), свергли троих Великих —  Мефисто, Диабло и Баала — и изгнали их в Санктуарий; эти изгнанники не были связаны договором с Небесами и снова начали подчинять себе людей. Чтобы помешать им, архангел Тираэль втайне от Ангирского совета обратился к людям — он создал орден магов-хорадримов, которые заключили Мефисто, Диабло и Баала в особые «камни души». При этом Баал сумел разрушить предназначенный для него янтарный камень души, но маг-хорадрим Тал Раша запер его в собственном теле и велел похоронить себя заживо в гробнице под песками в восточной пустыне.
Рубиновый камень души с заточённым в нем Диабло был спрятан в пещерном лабиринте под собором, вокруг которого вырос тихий городок Тристрам, ставший стратегически важной точкой из-за своего географического положения. Спустя приблизительно двести лет после заточения Диабло в подземелья под собором спустился Лазарь, архиепископ Закарумской церкви, который выпустил демона наружу. Диабло смог подчинить себе короля Леорика, которому служил Лазарь, а потом вселился в тело младшего сына короля — принца Альбрехта. В ходе событий Diablo старший сын Леорика, принц Айден, спустился в подземелья под собором Тристрама и победил Диабло-Альбрехта, но не смог его убить. Подобно Тал Раше, Айден решил заточить демона в своём теле, вставив камень с заключённым внутри демоном прямо в собственный череп.
В Diablo II Диабло смог захватить тело Айдена и двинулся в поход по всему Санктуарию с намерением освободить Баала и Мефисто — посещённые им города и монастыри были заполонены демонами. Герои игры при помощи хорадрима Декарда Каина преследовали этого «Тёмного Странника». В гробнице Тал Раши Тёмный Странник сразился с архангелом Тираэлем; Мариус — человек, которого Тёмный Странник поставил себе на службу — освободил Баала из тела Тал Раши. В конечном счёте все три Великих воплощения зла были освобождены из камней душ и открыли портал в Пылающий Ад. Хотя героям игры удалось убить и Диабло, и Мефисто, и уничтожить их камни души в Адской Кузнице, чтобы предотвратить их возвращение из небытия, в дополнении Diablo II: Lord of Destruction Баал направился на гору Арреат, где находился Камень Мироздания, он же Око Ану, чтобы совратить и подчинить себе этот центральный объект во вселенной. После победы над Баалом Тираэль уничтожил Камень Мироздания — это избавило Санктуарий от угрозы, но также разрушило древние планы Инария: теперь человечество не было сковано силами Камня, и среди людей на свет могли вновь появляться нефалемы, более сильные, чем и ангелы, и демоны.